# Chef-Boutonne
Chef-Boutonne es una comuna nueva francesa situada en el departamento de Deux-Sèvres, de la región de Nueva Aquitania.

## Historia
Fue creada como comuna nueva el 1 de enero de 2019, en aplicación de una resolución del prefecto de Deux-Sèvres de 9 de septiembre de 2018 con la unión de las comunas de Chef-Boutonne Crézières, La Bataille y Tillou, pasando a estar el ayuntamiento en la antigua comuna de Chef-Boutonne.

## Demografía
Según los datos aportados en la resolución del prefecto de Deux-Sèvres, la comuna nueva se crea con 2734 habitantes.

## Composición
| Comuna fusionada | Código INSEE | Población (2016) | Superficie (km²) | Densidad (hab./km²) |
| ---------------- | ------------ | ---------------- | ---------------- | ------------------- |
| Chef-Boutonne    | 79083        | 2137 (2015)      | 19.81            | 107.8               |
| Crézières        | 79107        | 41               | 4.25             | 9.6                 |
| La Bataille      | 79027        | 84               | 6.28             | 13                  |
| Tillou           | 79330        | 335              | 10.04            | 33                  |